# Hypsioma gibbera
Hypsioma gibbera är en skalbaggsart som beskrevs av Audinet-serville 1835. Hypsioma gibbera ingår i släktet Hypsioma och familjen långhorningar.
Artens utbredningsområde är Paraguay. Inga underarter finns listade i Catalogue of Life.